# Kevin Brady

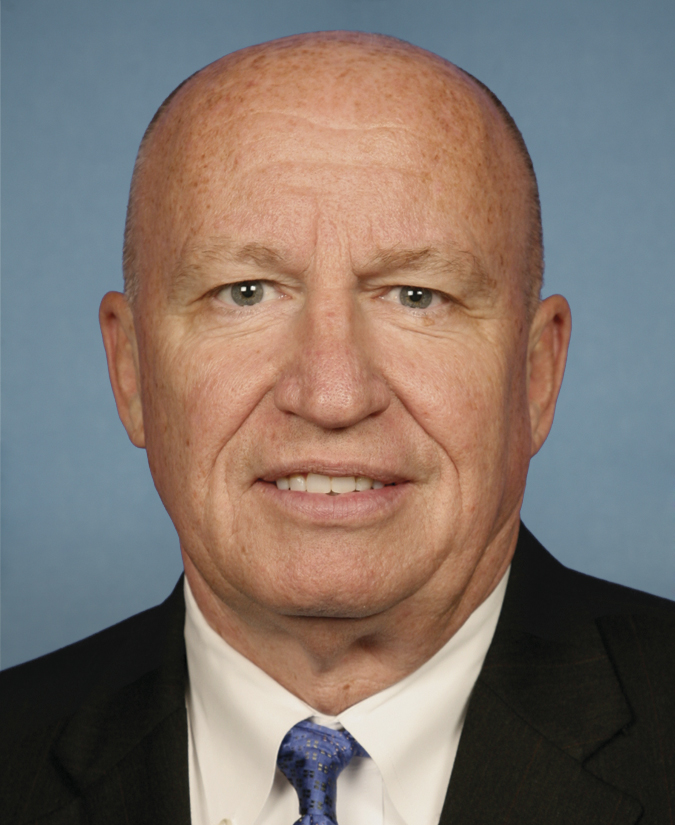
Kevin Brady (2011)

Kevin Patrick Brady (* 11. April 1955 in Vermillion, South Dakota) ist ein US-amerikanischer Politiker der Republikanischen Partei und war von 1997 bis 2023 Mitglied des US-Repräsentantenhauses für Texas für den achten Distrikt.

## Leben
Nach dem Besuch der Central High School von Rapid City war Brady als Mitarbeiter der Handelskammern von Rapid City, Beaumont sowie des Montgomery County tätig. Später studierte er noch an der University of South Dakota und erwarb dort 1990 einen Bachelor of Arts (B.A.). 

## Politik
Seine politische Laufbahn begann er mit der Wahl zum Mitglied ins Repräsentantenhaus von Texas (Texas House of Representatives), dem er von 1990 bis 1996 als Vertreter der Republikaner angehörte.
1996 wurde er erstmals ins US-Repräsentantenhaus gewählt und vertrat dort ab dem 3. Januar 1997 den achten Kongresswahlbezirk von Texas. In seine Zeit als Kongressabgeordneter fielen die Terroranschläge am 11. September 2001, der Irakkrieg und der Militäreinsatz in Afghanistan. Im 114. Kongress (2015–2017) führte er den Vorsitz im Gemeinsamen Ausschuss des Kongresses für Wirtschaft (Congress Joint Economic Committee). Er war zwischen 2015 und 2019 außerdem Vorsitzender des Committee on Ways and Means; seit 2019 ist er dessen Oppositionsführer (Ranking Member). Am 29. Oktober 2019 stimmte er als einer von 11 Abgeordneten des Repräsentantenhauses gegen die Resolution, die die Ermordung und Deportation der Armenier im Osmanischen Reich als Völkermord klassifizierte.
Nach zwölf Wiederwahlen gab Brady 2021 bekannt, nicht für eine weitere Amtszeit zu kandidieren, und schied damit zum 3. Januar 2023 aus dem Repräsentantenhaus aus.